# Jean Rogissart
Jean Rogissart (ur. 28 października 1894 w Braux, zm. 11 września 1961 w Nouzonville) – francuski pisarz, laureat Nagrody Renaudot w 1937 r. za powieść Mervale (przedmowę do tej książki napisał Charles Braibant). Jest również laureatem nagrody Prix du roman populiste (1941) za powieść Le Fer et la Forêt oraz Prix Eugène-le-Roy (1958) za Passantes d'octobre.

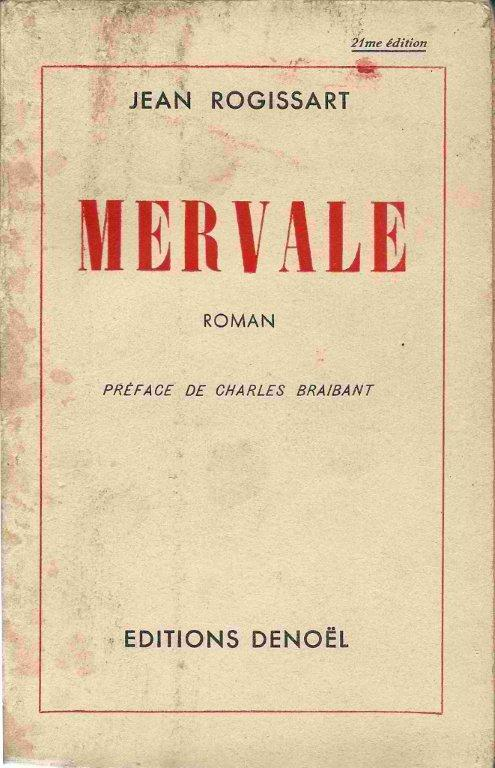
Okładka Mervale

## Dzieła
Źródło:

### Wiersze
- Au chant de la grive et du coq (1930)
- Aux Verts Fuseaux de la Semoy et de la Meuse (1934)
- Aux bruits des chaînes et des fers (1947)[6]

### Powieści
- Coline, le Meunier du Fays (1932)
- Mervale (1937)[7]
- Cykl Les Mamert (1940–1961):
  - Le Fer et la Forêt, Jean Mamert, 1830–1870  (1940)
  - Le Temps des Cerises, Les Mamert 1870–1887 (1942)
  - Les Semailles, Les Mamert 1889–1895 (1942)
  - Moissons, Les Mamert 1894–1914 (1946)
  - Les retranchés (1956)
  - L'Orage de la Saint-Jean, 1939–1943  (1959)
  - Cellule XII (1961)
- Les Hauts-de-Rièzes (1945)
- La cense aux Rougnes (1948)
- Lune d'avril (1951)
- Hurtebise aux griottes (1954)
- Ardennes
- De Paris à Samarcande (1955)
- Passantes d'octobre (1958)
- Psaumes pour la forêt (1961)
- Le clos des noires présences (1961)